# Tadasuni
Tadasuni (en sard, Tadasune) és un municipi italià, dins de la província d'Oristany. L'any 2007 tenia 179 habitants. Es troba a la regió de Barigadu. Limita amb els municipis d'Ardauli, Boroneddu, Ghilarza i Sorradile.

## Administració
| Període | Identitat     | Partit        |
| ------- | ------------- | ------------- |
| 2005-   | Livio Deligia | Llista cívica |